# Gilmoreosaurus mongoliensis
 Gilmoreosaurus mongoliensis (“lagarto de Gilmore mongol”) es una especie y tipo del género extinto Gilmoreosaurus de dinosaurio ornitópodo hadrosauroide que vivió a finales del período Cretácico en el Campaniense, hace aproximadamente 70 millones de años en lo que es hoy Asia. Los primeros restos fósiles de Gilmoreosaurus fueron recolectados por George Olsen en 1923 y consistían en huesos desarticulados de varios individuos en diferentes localidades. Fueron asignados originalmente al género Mandschurosaurus, pero luego recibieron el género separado Gilmoreosaurus, que se caracterizó por su combinación de rasgos de iguanodóntidos y hadrosáuridos basales. La especie tipo fue descripta como Mandschurosaurus mongoliensis en 1923 fue renombrada en 1979 con el nombre actual Gilmoreosaurus mongoliensis, a partir de restos encontrados en Mongolia, de la formación Iren Dabasu, que data de 70 millones de años.